# Tyranneau à huppe fauve
Euscarthmus meloryphus
Espèce
Statut de conservation UICN

 LC  : Préoccupation mineure
Le Tyranneau à huppe fauve (Euscarthmus meloryphus), aussi appelé Tyranneau à calotte fauve, est une espèce de passereau de la famille des Tyrannidae.

## Systématique
Cet oiseau est représenté par trois sous-espèces selon la classification de référence du Congrès ornithologique international (version 9.1, 2019) :
- Euscarthmus meloryphus meloryphus zu Wied-Neuwied, 1831 : dans une zone allant du sud-est du Brésil au nord de l'Uruguay, à l'est de la Bolivie, à l'est du Paraguay et au nord de l'Argentine ;
- Euscarthmus meloryphus paulus (Bangs, 1899) : au nord-est de la Colombie (région de Santa Marta) et au nord du Venezuela ;
- Euscarthmus meloryphus fulviceps Sclater, 1871 : au sud-ouest tropical de l'Équateur et à l'ouest du Pérou (au sud du département de La Libertad)[1],[3].